# Materiali (collana editoriale)
Materiali è stata una collana della casa editrice Feltrinelli dal 1964 al 1982, che ha ospitato soprattutto all'inizio testi del Gruppo 63, per poi allargarsi a testi di diversa provenienza, ma sempre scelti con occhio di riguardo verso l'avanguardia letteraria, artistica e cinematografica. Dei 60 titoli solo pochi volumi hanno avuto diverse edizioni. Qualche anno più tardi una collana dello stesso editore con volumi di dimensioni ancora più piccole si richiamava allo stesso spirito di sperimentazione, ma con ottica più filosofica ("Nuovi materiali").

## Titoli della collana
- 1. Angelo Guglielmi, Avanguardia e sperimentalismo (1964)
- 2. Alberto Arbasino, Certi romanzi (1964, 19742), poi in Einaudi
- 3. Vent'anni d'impazienza: antologia della narrativa italiana dal '46 ad oggi, a cura di Angelo Guglielmi (1965)
- 4. Edoardo Sanguineti, Ideologia e linguaggio (1965, 19752, 19783)
- 5. Alfredo Giuliani, Immagini e maniere (1965)
- 6. Alberto Arbasino, Grazie per le magnifiche rose (1965)
- 7. Gruppo 63: il romanzo sperimentale, a cura di Nanni Balestrini (1966)
- 8. Fausto Curi, Ordine e disordine (1966)
- 9. Alberto Arbasino, La maleducazione teatrale: strutturalismo e drammaturgia (1966)
- 10. Vittorio Gregotti, Il territorio dell'architettura (1966)
- 11. Giorgio Manganelli, La letteratura come menzogna (1967) poi in Adelphi
- 12. Aldo Tagliaferri, Beckett e l'iperdeterminazione letteraria (1967), n. ed. 1970 in altra collana
- 13. Renato Barilli, L'azione e l'estasi (1967)
- 14. Giancarlo Marmori, Senso e anagramma (1968)
- 15. Nanni Balestrini, Ma noi facciamone un'altra: poesie 1964-68 (1968)
- 16. Alberto Arbasino, Off-off (1968)
- 17. Angelo Guglielmi, Vero e falso (1968)
- 18. Peter Handke, Teatro (1969), contiene: Kaspar (trad. di Maria Canziani)- Insulti al pubblico - Profezia e Autodiffamazione (trad. di Enrico Filippini)
- 19. Antonio Porta, Cara: poesie 1965-68 (1969)
- 20. Jean Dubuffet, Asfissiante cultura, trad. di Adriano Spatola (1969)
- 21. Aldo Tagliaferri, L'estetica dell'oggettivo (1969)
- 22. Edoardo Sanguineti, Teatro (1969), contiene; K - Passaggio - Traumdeuntung - Protocolli
- 23. Alfredo Giuliani, Il tautofono: poesie 1966-69 (1969)
- 24. Dalla negritudine all'africanismo. Festival culturale panafricano di Algeri 21/7-1/8 1969, a cura di Letizia Paolozzi (1970)
- 25. Oswald de Andrade, Memorie sentimentali di Giovanni Miramare, a cura di Giovanni Cutolo, prefazione di Giuseppe Ungaretti (1970)
- 26. Hans Magnus Enzensberger, Peter Schneider, Karl Markus Michel, Letteratura e/o rivoluzione : tre saggi di Kursbuch, trad. di Lapo Berti (1970)
- 27. Stan Brakhage, Metafore della visione e Manuale per riprendere e ridare i film, trad. di Massimo Bacigalupo (1970)
- 28. Corrado Costa, Inferno provvisorio (1970)
- 29. Carmelo Bene, L'orecchio mancante (1970)
- 30. Emilio Villa, Attributi dell'arte odierna 1947-67 (1970)
- 31. John Cage, Silenzio: antologia da "Silence" e "A year from Monday", a cura di Renato Pedio (1971, 19802, 19813)
- 32. L'Opera di Pechino, premessa di Nanni Balestrini e Edoardo Sanguineti (1971)
- 33. Alfredo Leonardi, Occhio mio dio: il new American cinema (1971)
- 34. Sul futuro dell'arte, introduzione di Edward F. Fry, scritti di Arnold Joseph Toynbee e altri, trad. di Pier Francesco Paolini (1972)
- 35. Carlo Finale, Oggetto non identificato (1972)
- 36. Antonio Titone, Vissi d'arte : Puccini e il disfacimento del melodramma (1972)
- 37. Christian Enzensberger, Sullo sporco, trad. di Renato Pedio (1973)
- 38. Anthony Charles H. Smith, Teatro come invenzione: "Orghast" di Peter Brook e Ted Hughes (1974)
- 39. Girolamo Mancuso, Pound e la Cina (1974)
- 40. Teoria del cinema rivoluzionario: gli anni Venti in URSS, scritti di Sergej Michajlovič Ėjzenštejn, Dziga Vertov, FEKS ecc., a cura di Paolo Bertetto, trad. di Paola Olivetti, Giovanni Buttafava, Maria Fabris, Lucetta Minucci Negarville e Giorgio Kraiski (1975)
- 41. Gilles Deleuze e Félix Guattari, Kafka: per una letteratura minore, trad. di Alessandro Serra (1975)
- 42. Giorgio Celli, Le tentazioni del professor Faust (1976)
- 43. Peter Weiss, Critica e lotta, trad. di Aloisio Rendi, Mario Devena e Uta Devena (1976)
- 44. Gregory J. Markopoulos, Caos Phaos: saggi sul cinema, trad. di Nuccio Lodato (1977)
- 45. Augusto Boal, Il teatro degli oppressi: teoria e tecnica del teatro latinoamericano, a cura di Giorgio Ursini Ursic, trad. di Patrizia Picamus e G. Ursini U. (1977)
- 46. Mario Perniola, Georges Bataille e il negativo (1977)
- 47. Achille Bonito Oliva, Passo dello strabismo: sulle arti (1978, 19812)
- 49. Alberto Pimenta, Il silenzio dei poeti (1978)
- 50. Carlo Finale, Il corpo e le parole: sul riscatto dei corpi dal discorso del potere (1978)
- 51. Erich Fried, Cento poesie senza patria (1979). Premio internazionale degli Editori 1977-78
- 52. Enrique Buenaventura, Le maschere, il teatro: tesi e testimonianze sul teatro sperimentale colombiano, a cura di Giorgio Ursini Ursic, trad. di Patrizia Picamus e G. Ursini U. (1979)
- 53. René Crevel, Il clavicembalo di Diderot e altri scritti, a cura di Vito Carofiglio (1980)
- 54. Noëlle Châtelet, Il corpo a corpo culinario, trad. di Elena Medi (1980)
- 55. La parola innamorata: i poeti nuovi, 1976-78, a cura di Giancarlo Pontiggia e Enzo Di Mauro (1978, 19802)
- 56. La rosa disabitata: poesia trascendentale americana, 1960-80, a cura di Luigi Ballerini e Richard Milazzo (1981)
- 57. Giampaolo Sasso, Le strutture anagrammatiche della poesia (1982)
- 58. Carmelo Bene, Otello, o la deficienza della donna (1981)
- 59. Achille Bonito Oliva, Manuale di volo: dal mito greco all'arte moderna, dalle avanguardie storiche alla transavanguardia (1982)
- 60. La verità: atti del convegno di Parigi, 1980: la vérité, a cura di Armando Verdiglione (1981)